# Pis (Frankrijk)
Pis is een dorp in het Franse departement Gers met 92 inwoners (2009). Het dorp heeft een oppervlakte van 536 ha en ligt op 167 meter hoogte.
In 1380 komt de naam Pinibus voor. Tot aan de Franse Revolutie heette het dorp Piis. Het kreeg in 1417 zijn coutumes, waarin het belangrijkste deel van het materiële privaatrecht op lokaal niveau werd geregeld.
Eind 13e, begin 14e eeuw werd een kerk gebouwd, waarvan een mooi gotisch portaal, een deel van de klokkentoren en een houten verguld beeld van St. Radegonde zijn behouden. De kerk werd in 1862 herbouwd en in 1992 gerestaureerd. Boven het hoofdaltaar bevindt zich een schildering met de beeltenis van Maria en het kind Jezus, tezamen met koning Lodewijk XIII van Frankrijk en zijn vrouw Anna van Oostenrijk. De schildering is geschonken door keizer Napoleon III. Verder staat in de kerk een fonteintje dat gewijd is aan St. Radegonde. Het water zou reumatische aandoeningen genezen, daardoor was Pis - tot aan de Franse Revolutie - een belangrijk bedevaartsoord.
In de 19e eeuw had Pis een confrérie du Rosaire (broederschap van de Rozenkrans).

## Demografie
Onderstaande figuur toont het verloop van het inwoneraantal van Pis vanaf 1962.
Bron: Frans bureau voor statistiek. Cijfers inwoneraantal volgens de definitie 
population sans doubles comptes (zie de gehanteerde definities)
1. ↑  Populations de référence 2022.